# Miejski Klub Sportowy Miedź Legnica
Il Miejski Klub Sportowy Miedź Legnica, meglio noto come Miedź Legnica, è una società di calcio polacca con sede nella città di Legnica. Milita in I liga, la seconda divisione del campionato polacco di calcio. Ha vinto una Coppa di Polonia.

## Storia
Fondata nel 1971 con il nome di Klub Sportowy Miedź Legnica, ha acquisito la denominazione attuale nel 1996.
La squadra è entrata nella storia del calcio polacco avendo vinto la Coppa di Polonia nel 1992, battendo in finale dopo i tiri di rigore il Górnik Zabrze.
Nella Coppa delle Coppe 1992-1993 a cui ha avuto diritto di partecipare, il club è stato eliminato ai sedicesimi dal Monaco.
A partire dalla stagione 2018-2019 il Miedź Legnica milita, per la prima volta nella sua storia, nella Ekstraklasa, la prima divisione nazionale, avendo vinto l'anno precedente il campionato di I liga.

## Palmarès

### Competizioni nazionali
- Coppa di Polonia: 1

1991-1992
- Campionato polacco di seconda divisione: 2

2017-2018, 2021-2022
- II liga: 1

2011-2012

### Altri piazzamenti
- Coppa di Polonia:

Semifinalista: 2018-2019
- Supercoppa di Polonia:

Finalista: 1992

## Statistiche

### Partecipazione ai campionati
| Livello | Categoria   | Partecipazioni | Debutto   | Ultima stagione | Totale |
| ------- | ----------- | -------------- | --------- | --------------- | ------ |
| 1º      | Ekstraklasa | 1              | 2018-2019 | 2018-2019       | 1      |
| 2º      | II liga     | 10             | 1989-1990 | 2006-2007       | 16     |
| 2º      | I liga      | 7              | 2012-2013 | 2019-2020       | 16     |
| 3º      | III liga    | 13             | 1985-1986 | 2007-2008       | 17     |
| 3º      | II liga     | 4              | 2008-2009 | 2011-2012       | 17     |

### Partecipazione alle coppe europee
| Stagione | Competizione      | Turno                | Avversario | Andata | Ritorno | Totale |
| -------- | ----------------- | -------------------- | ---------- | ------ | ------- | ------ |
| 1992-93  | Coppa delle Coppe | Sedicesimi di finale | Monaco     | 0-0    | 0-1     | 0-1    |

In grassetto le gare casalinghe

## Organico

### Rosa 2024-2025
Rosa come da sito ufficiale.
| N. |                            | Ruolo | Calciatore         |
| -- | -------------------------- | ----- | ------------------ |
| 1  | Polonia (bandiera)         | P     | Paweł Lenarcik     |
| 2  | Rep. Dominicana (bandiera) | C     | Carlos Heredia     |
| 3  | Polonia (bandiera)         | D     | Hubert Matynia     |
| 6  | Polonia (bandiera)         | C     | Szymon Matuszek    |
| 7  | Cile (bandiera)            | A     | Ángelo Henríquez   |
| 8  | Spagna (bandiera)          | C     | Chuca              |
| 9  | Paesi Bassi (bandiera)     | C     | Luciano Narsingh   |
| 10 | Svizzera (bandiera)        | C     | Maxime Dominguez   |
| 11 | Spagna (bandiera)          | A     | Koldo Obieta       |
| 12 | Polonia (bandiera)         | P     | Alan Madaliński    |
| 13 | Spagna (bandiera)          | D     | Jon Aurtenetxe     |
| 14 | Polonia (bandiera)         | C     | Kamil Drygas       |
| 15 | Polonia (bandiera)         | A     | Kacper Chmielewski |
| 16 | Polonia (bandiera)         | C     | Kacper Klimkiewicz |
| 17 | Polonia (bandiera)         | D     | Michael Kostka     |
| 18 | Polonia (bandiera)         | A     | Kamil Zapolnik     |

| N. |                       | Ruolo | Calciatore           |
| -- | --------------------- | ----- | -------------------- |
| 20 | Polonia (bandiera)    | C     | Damian Tront         |
| 23 | Curaçao (bandiera)    | D     | Jurich Carolina      |
| 24 | Polonia (bandiera)    | D     | Michał Pojasek       |
| 25 | Montenegro (bandiera) | D     | Nemanja Mijušković   |
| 28 | Polonia (bandiera)    | C     | Korneliusz Karolczak |
| 29 | Polonia (bandiera)    | D     | Mateusz Letkiewicz   |
| 31 | Polonia (bandiera)    | P     | Mateusz Abramowicz   |
| 70 | Polonia (bandiera)    | C     | Maciej Śliwa         |
| 77 | Polonia (bandiera)    | A     | Hubert Kwolek        |
| 79 | Polonia (bandiera)    | C     | Olaf Kobacki         |
| 80 | Belgio (bandiera)     | C     | Hamza Bahaid         |
| 88 | Polonia (bandiera)    | C     | Igor Lewandowski     |
|    | Grecia (bandiera)     | P     | Stefanos Kapino      |
|    | Grecia (bandiera)     | D     | Giannīs Masouras     |
|    | Polonia (bandiera)    | D     | Kacper Józefiak      |
|    | Polonia (bandiera)    | C     | Błażej Szczepanek    |